# US Nœux-les-Mines
Union Sportive Nœux-les-Mines (oficjalnie Union sportive nœuxoise) – francuski klub piłkarski z siedzibą w Nœux-les-Mines.

## Historia
Klub założono w 1909 r.. W swojej historii rozegrał sześć sezonów w II lidze, a przez osiem sezonów występował na poziomie III ligi, po raz ostatni w edycji 1983/84.

### Historia występów w II i III lidze
| Sezon   | Poziom | Liga       | Grupa | Miejsce      |
| ------- | ------ | ---------- | ----- | ------------ |
| 1949/50 | III    | CFA        | Nord  |              |
| 1971/72 | III    | Division 3 | Nord  |              |
| 1972/73 | III    | Division 3 | Nord  |              |
| 1973/74 | III    | Division 3 | Nord  |              |
| 1974/75 | III    | Division 3 | Nord  |              |
| 1975/76 | III    | Division 3 | Nord  | awans        |
| 1976/77 | II     | Division 2 | B     | 8.           |
| 1977/78 | II     | Division 2 | B     | 17. (spadek) |
| 1978/79 | III    | Division 3 | Nord  | awans        |
| 1979/80 | II     | Division 2 | A     | 5.           |
| 1980/81 | II     | Division 2 | B     | 2.           |
| 1981/82 | II     | Division 2 | B     | 3.           |
| 1982/83 | II     | Division 2 | A     | 10. (spadek) |
| 1983/84 | III    | Division 3 | Nord  | spadek       |

## Reprezentanci kraju grający w klubie
Stan na grudzień 2024 r.
|  | - Raymond Kopa - Richard Krawczyk - Simon Zimny - Kacem Slimani - Joachim Marx |

## Link zewnętrzny
- Oficjalna strona internetowa (fr.)